# Реймонт, Альфред фон
Альфред фон Реймонт (нем. Alfred von Reumont; 15 августа 1808, Ахен — 27 апреля 1887, Буртшайд, ныне в составе Ахена) — германский историк и дипломат.
Происходил из католической семьи родом из Льежа. После окончания гимназии по воле отца (но против собственной) поступил изучать медицину в Боннский университет, затем перешёл в Гейдельбергский. После смерти отца ушёл из университета, некоторое время был домашним учителем во Флоренции, а в 1830 году уже сумел стать секретарём прусского консула в этом городе. К этому времени он уже написал несколько научных работ по истории Аахена и в 1833 году получил по их совокупности степень доктора философии в Эрлангенском университете. Позже был дипломатом в Министерстве иностранных дел в Берлине (1835—1836), служил секретарём посольства Пруссии во Флоренции и в Риме (1836—1843) и секретарём в министерстве иностранных дел (1843—1847). В 1851 году стал поверенным в делах при прусском посольстве в Парме и Модене, а пять лет спустя был назначен прусским министром-резидентом во Флоренции. С конца 1850-х годов занимался преимущественно историческими исследованиями, в 1853 году стал членом-корреспондентом, а в 1858 году — иностранным членом Баварской академии наук, в 1854 году — членом-корреспондентом Прусской академии наук. В 1878 году вернулся в Аахен, в 1879 году учредил в нём историческое общество и до 1886 года был его председателем. В 1883 году стал почётным гражданином Аахена, впоследствии удостоился такого же статуса от Рима и Флоренции.
Как историк занимался в первую очередь историей Италии и Аахена; наиболее известные сочинения: «Предания, истории и легенды Рейнланда» (нем. Rheinlands Sagen, Geschichten und Legenden; Кёльн, 1837; 2 издания, 1844), «Римские письма одного флорентинца» (нем. Römische Briefe von einem Florentiner; Лейпциг, 1840—1844), «Ганганелли (Климент XIV), его переписка и его время» (нем. Ganganelli (Clemens XIV), seine Briefe und seine Zeit; Берлин, 1847), «Из итальянской истории» (нем. Beiträge zur italienischen Geschichte; Берлин, 1853—1857), «Молодость Катерины Медичи» (нем. Die Jugend Caterinas de’Medici; Берлин, 1854; 2 издания, 1856), «Графиня Олбани» (нем. Die Gräfin von Albany; Берлин, 1860), «Современники. Биографии и характеристики» (нем. Zeitgenossen; Biographien und Charakteristiken; Берлин, 1862), «История города Рима» (нем. Geschichte der Stadt Rom; Берлин, 1867—1870), «Библиография опубликованных в Германии работ по истории Италии» (итал. Bibliografia dei lavori publicati in Germania sulla storia d’Italia; Берлин, 1863; продолжено в «Archivio storico» до 1878), «Лоренцо Медичи Великолепный» (нем. Lorenzo de’Medici il Magnifico; Лейпциг, 1874; 2 издания, 1883), «Geschichte Toscanas seit dem Ende des florentinischen Freistaats» (Гота, 1876—1877), «Gino Capponi» (там же, 1880), «Vittoria Colonna» (Фрейбург, 1881), «Biographische Denkblätter nach persönlichen Erinnerungen» (Лейпциг, 1878), «Saggi di storia e letteratura» (Флоренция, 1880), «Малые исторические работы» (нем. Kleine historische Schriften; Гота, 1882), «Charakterbilder aus der neuern Geschichte Italiens» (Лейпциг, 1886), «Aus König Friedrich Wilhelms IV gesunden und kranken Tagen» (Лейпциг, 1885). Согласно оценке ЭСБЕ, «ревностный католик, Реймонт в своих исторических исследованиях умел оставаться умеренным и беспристрастным».